# Mark Bunn
Mark John Bunn (* 16. November 1984 in London) ist ein englischer Torwart.

## Laufbahn
Bunn begann seine fußballerische Karriere im Alter von 14 Jahren bei Tottenham Hotspur, wo er jedoch keinen Profi-Vertrag erhielt. Daraufhin wechselte er zu Northampton Town, wo er zu seinen ersten Profi-Einsätzen in der League One, der dritten englischen Liga, kam. Nach einem Leihgeschäft im Jahre 2004 wechselte er 2008 zu den Blackburn Rovers, wo er zunächst hinter Brad Fiedel, später hinter dem englischen Nationaltorhüter Paul Robinson Ersatztorhüter war. Im Februar 2009 wurde er kurzzeitig zum Drittligisten Leicester City ausgeliehen. Zu Beginn der Spielzeit 2009/10 lieh ihn der Klub ein weiteres Mal aus, wobei das zunächst auf einen Monat angelegte Engagement auf das Jahresende 2009 ausgedehnt wurde.
Nachdem er zur Saison 2012/13 zu Norwich City gewechselt war, wurde er zur Saison 2015/16 ablösefrei von Aston Villa unter Vertrag genommen, wo er einen Zwei-Jahres-Vertrag unterschrieb.